# Харіто
Харіто (лат. Charito,  д/н —  380) — дружина римського імператора Йовіана.

## Життєпис
Народилася у м.Сірмій (Паннонія) у родині Луциліана, командувача кіннотою у провінції Ілірик, та жінки грецького походження (ім'я невідоме). Її батько був земляком та товаришем Вароніана Старшого, батька Йовіана, майбутнього імператора. Тому у 361 році було укладено шлюб поміж їх дітьми — Харіто та Йовіаном. Наступного року у молодят народився син. Харіто супроводжувала чоловіка у перському поході, якій здійснив у 363 році імператор Юліан. Через деякий час після смерті останнього (26 червня 363 року) Йовіана було обрано імператором. Втім Харіто не встигла отримати титул Августи. Вже у 364 році Йовіан помирає у м.Дадастан (Мала Азія). Після цього Харіто вела тихе й спокійне життя удовиці у м.Константинополь, де й померла. Її було поховано у соборі Св.Апостолів (м.Константинополь).

## Родина
Чоловік — Йовіан, імператор у 363—364 роках
Діти:
- Вароніан (362-380)